# Iomega Jaz

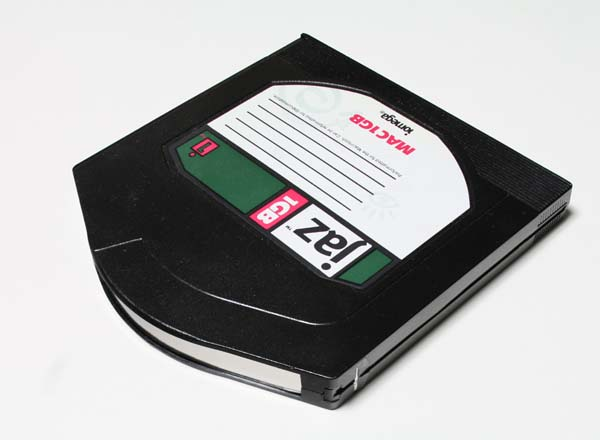
Jaz medium

Iomega Jaz, známý i jako mechanika Jaz (angl. Jaz drive), je výměnný systém na úschovu dat, který zavedla společnost Iomega. V současnosti už není podporován.
Tyto mechaniky byly uvedeny na trh s kapacitou 1 a 2 GB, což bylo významné zvýšení v porovnání s tehdy nejpopulárnějšími mechanikami Iomega Zip (100, 250 a 750 MB). Na rozdíl od Zip mechanik, které používaly technologii pružných disků (podobně jako diskety), Jaz byl založen na technologii pevného disku (podobnou HDD).
Konstrukce: Jaz obsahoval jednu plotnu pevného disku ve výměnném pouzdře. Motory a čtecí/zapisovací hlavičky byly součásti pevné jednotky.
Rozšíření: Jaz nikdy nedosáhl takového úspěchu a rozšíření jako Zip. Názory na důvod se rozcházejí - rostoucí popularita a klesající cena CD-R a CD-RW mechanik, rostoucí kapacita pevných disků, špatná marketingová strategie společnosti Iomega atd. Kritizovaná bývala i spolehlivost mechaniky.
Moderní systém Iomega REV drive vypadá trochu jako nový pokus ovládnutí trhu s použitím podobné technologie.